# Носиви рачунари
Носиви рачунари, познатији и као рачунари који се преносе на телу или носиви предмети, представљају миниатурне електронске уређаје који се носи испод гардеробе или на њој. Ова класа носиве технологије развијена је за општу или посебну намену ИТ индустрији. Такође се користи у медијском развоју. Носиви рачунари су посебно корисни за примене које захтевају сложеније рачунарске подршке, као што су мерачи убрзања или жироскопи. Произвођачи често користи најширу дефиницију, као и сваки рачунарски уређај који се носи на телу. Ова страница ће користити најшире дефиницију.
Паметни сатови (енгл. Smartwatches) и ФитБит системи (енгл. Fitbit system) су најчешћи облик који се носи на ручном зглобу. Гугл наочаре су оптички дисплеј који се носи на глави и који испоручује проширену перспективу стварности, контролисане од стране нових покрета онога који користи уређај.
Једна заједничка карактеристика свих носивих рачунара је њихова стална активности.
Многи проблеми су уобичајени за преносне уређаје, као што су мобилно рачунарство, амбијентална интелигенција и свеприсутне рачунарске истраживачке заједнице. То укључује управљање енергијом и распоређивањем топлоте, софтверске архитектуре, бежичне и личне мреже и управљање подацима, који су од суштинског значаја за укупан квалитет података и квалитета уређаја.
Најновије генерације носних средстава највероватније ће поновити тренд тржишта мобилних телефона - они би се спустили на један уређај који би комбиновао све дневне потребне функције. Многе компаније размишљају о паметној огрлици која би могла да постане образац фактора рјешења због своје релативно велике величине која би могла угостити велику количину хардвера, ушију (као аудио плејер и за комуникацију путем уграђеног говорног контролисаног комуникатора или преко екстерног паметног телефона као даљинске слушалице) и уста (широк микрофон за решавање проблема привлачности производа, и преко уређаја за причвршћивање појаса за смањивање употребе жица).
Слика са десне стране са натписом “Епл Сат (енгл. Apple Watch) је изашао у продају 2015.”

## Области примене
У многим примена, тело корисника активно се користи као интерфејс уређаја. Ово обично укључује: кожу, руке, глас, очи и руке. Носеви уређаји су такође предусретљиви за било који покрет или пажњу.
Носиви рачунари су развијени и примењени за:
- сензорску интеграција, нпр. да помогну људима да боље виде или боље разумеју свет (било у апликацијама специфичним за задатке као што су кациге за заваривање на бази фотоапарата [5] или за свакодневну употребу као што је компјутеризовани "дигитални наочаре"),[1]
- моделовање понашања,
- системи здравственог надзора,
- услуге управљања
- паметни телефони
- електронки текстил
- модни дизајн

Данас је "носив рачунар" и даље тема активног истраживања, нарочито фактора облика и локације на телу, са областима студија укључујући дизајн корисничког интерфејса, повећану стварност и препознавање узорака. Употреба носивих рачунара за специфичне примене, као што је за компензацију инвалидитета или подршку старијим људима, постепено се повећава. Апликација носивих рачунара у модном дизајну се види кроз Мајкрософтов прототип "Хаљина за штампу" (енгл. The Printing Dress) представљену на Међународном симпозијуму о носивим рачунарима у јуну 2011.

## Историја
Због разноврсних дефиниција "носивог" и "рачунара", за први преносиви рачунар се може сматрати први абакус на огрлици, абакус као прстен из 16. века, први ручни сат од Брегуета за Краљицу Напуља 1810. године, или прикривене уређаје за прикупљање података скривених у ципелама да би варало у рулету направљен од стране Торпа и Шенон 1960-их и 1970-их.
Међутим, рачунар није само уређај за чување времена или вршење рачунских операција, већ корисничка програмибилни уређај за сложене алгоритме, интерфејс и управљање подацима. По овој дефиницији, носиви рачунар је изумео Стив Ман, крајем седамдесетих година 20. века:
Стив Ман, професор на Универзитету у Торонту, назван је оцем носивих рачунара и први виртуелни панелиста ISSCC-а, модератор Вудвард Јанг са Универзитета Харвард.
```
–  IEEE ISSCC 8 8. фебруар 2000
```

Развој носивих предмета предузима неколико корака ка смањењу величине уређаја, од дискретне електронике преко хибридних дизајна до потпуно интегрисаних дизајна, где само један процесорски чип, батерија и неки елементи за успостављање интерфејса чине целу јединицу.

### 1500-е
Краљица Елизабета I из Енглеске добила је ручни сат (а не рачунар) од Роберта Дадлија 1571. године, као новогодишњи поклон.

### 1600-е
Династија Ћинг је увела потпуно функционалан абакус на прстену, који се може користити док се носи.

### 1800-е
Први носни сат направио је часовничар Брегует за Краљицу Напуљ 1810. То је био мали џепни сат на ланцу наруквице. Ручни сат је "носиви компјутер" у смислу да се може носити и да истовремено израчунава време. Али то није компјутер опште намене у смислу савремене речи.
Жирар-Перего је направио ручни сат за немачку царску морнарицу након што је артиљеријски службеник пожалио да није згодно користити обе руке како би управљали џепним сатовима док рачуна размак имеђу бомбардовања. Службеник је причврстио џепни сат на његов зглоб, а његовим надређенима се допало његово решење, па је тако замолио Ла Шо-де-Фондс да путује у Берлин да започне производњу малих џепних сатова причвршћених на наруквице за ручни зглоб.
Међутим, рано прихватање сатова, причвршћених на наруквице, од стране мушкараца који служе у војсци није био широко распрострањен:
Наруквице, како су их назвали, били су резервисане за жене, и сматрали су за тренутни тренд а не као озбиљан часовник. Заправо, они су били тако задржани да су многи господа цитирали да кажу "да ће раније носити сукњу као носити ручни сат".
 – Међународни часопис о сатовима 

### 1960-е
Године 1961. математичари Едвард О. Торп и Клод Шенон направили су неке рачунарске уређаје за мерење времена како би им помогли да победе на рулету. Један такав тајмер био је сакривен у ципелама, а други у паковању цигарета. Различите верзије овог апарата изграђене су шездесетих и седамдесетих година. Детаљне слике уређаја за мерење ципела можете погледати на www.eyetap.org.
Торп је себе назвао на проналазачем првог "носивог рачунара". У другим верзијама, систем се састојао од аналогног рачунара величине кутије цигарета дизајниран да предвиђа покретање точкова рулета. Прималац података би користио микро преклопнике скривене у својим ципелама како би указао на брзину рулета, а рачунар би указао на осмину кола рулета за клађење путем слања музичких тонова путем радија миниатурном звучнику скривеном у ушном каналу сарадника. Систем је успешно тестиран у Лас Вегасу у јуну 1961. године, али хардверски проблеми са жицама звучника спречили су да се користе изван тестова. Ово није рачунар који се може носити, јер се није могао поново користити у току употребе; то је био пример хардверскi специфичног задатка. Овај рад се чувао тајно док се први пут не помиње у Торповој књизи „Победи дилера“ (одломци) 1966., а касније објављен детаљно 1969.

### 1970-е
Седамдесетих година 20. века дошло је до пораста специјалних уређаја за одређивање времена, слично онима из 1960-их, као што су уређаји за предвиђање рулета који користе технологију нове генерације. Конкретно, група позната под називом Јудимоник ентерпразес је користила CMOS 6502 микропроцесор са 5К РАМ-а како би направио рачунар који би стојао у ципели са радио-комуникацијом између онога који прати и обрађује примљене податке и онога ко се клади 
Још један рани носиви систем био је телескопски прслук за слепе, који је објавио К.К. Колинс 1977. године, који је претворио слике у квадратну тактичку решетку од 1024 тачака на прслуку. На крају потрошача, 1977. такође је уочио HP-01 алгебарски сат за рачунање од стране Хјулет-Пакарда.

### 1980-е
Током 1980-их дошло је до пораста носивих рачунара опште намене који су одговарали модерној дефиницији "рачунара" тиме што су надмашивали хардвер специфичних намена ради уређаја општије намене (репрограмабилиних уређаја). Стив Ман је 1981. дизајнирао и изградио мултимедијални рачунар уграђен у ранац заснован на микропроцесору MOS 6502 који је поседовао текстуалне, графичке и видео могућности (камеру и друге фотографске системе). Ман је постао активан пионир у пољу носивих рачунара, и посебно познат по својој изградњи носивве бежичне веб-камере 1994. године, што је био први пример Лифелог-овања 
Сеико Епсон је објавио РЦ-20 Зглобни Рачунар 1984. Био је то рани паметни сат, који је покретао рачунар на чипу.
Мада није био технички носив, 1986. Стив Робертс је саградио Винебико-II, лежећи бицикл са рачунаром и акордном тастатуром. Ово је био Робертсов први приступ номадском рачунарству који му је омогућио да куца док вози.
Рифлекшон Текнолоџи је 1989. промовисао Прајвет Ај приказ ношен на глави, који скенира вертикални низ ЛЕД лампи дуж визуелног поља користећи вибрирајуће огледало. Овај приказ је изазвао неколико хобистичких и истражних носивих рачунара, попут Џералд Мегвајеров ИБМ / Колумбија Студентске Електронске Свеске (енгл. Student Electronic Notebook)  појасни рачунар Дага Плата  и ВуМан 1 Карнеги-Мелон универзитета 
Студентска електронска свеска се састојала од Прајвет Аја, Тошибиних АИX рачунара без диска, система за улаз заснованог на стилусу и виртуалној тастатури. Користила је ДССС радио везе за пружање свих услуга заснованих на ТЦП/ИП протоколу, укључујући и НФС датотечни систем и X11, који су сви радили у Андреw Пројецт окружењу.
Појасни рачунар (енгл. Hip-PC) је користио Аџенда рачунар на длану као акордну тастатуру повезану за појас и флопи диск од 1,44 MB. Касније верзије су укључивале и додатну опрему од Парк Инџиниринга. Систем се први пут појавио на Изложби лаптопова и палмтопова 16. априла 1991.
ВуМан 1 је развијен као део летњег курса на Карнеги Мелон истражног центра за инжењерски дизајн, и био је намењен за прегледање архитектонских нацрта. Улаз је радио кроз јединицу од три дугмета ношену на појасу, а излаз кроз Прајвет Ај. Централна управљачка јединица била је 8 MHz 80188 процесор за 0,5 MB РОМ.

### 1990-e
1993., Прајват Ај употребљен је у Тад Старнеровом носивом рачунару, заснованом на Платовом систему и изграђеном на комплету Парк Ентерпрајзеса, Прајват Ај дисплеју позајмљеном од Девона Шона Меккалоа, и са Твидлер акордном тастатуром произведеном од стране ХендиКија. Много итерација касније овај систем је постао МИТ "Tin Lizi" носиви рачунарски дизајн, а Старнер је постао један од оснивача МИТ пројекта за носиво рачунарство. У 1993-ој је такође изашао систем проширене стварности Универзитета Колумбије KARMA (енгл. Knowledge-based Augmented Reality for Maintenance Assistance). Корисници би носили Прајват Ај дисплеј преко једног ока, што би давало ефекат преклапања када би се свет посматрао са оба ока отворена. КАРМА би приказала жичане моделе и упутства о одржавању преко било чега што се поправљало. На приме, жичани модели преко ласерског штампача би објаснили како заменити тацну за папир. Систем је користио сензоре прикачене на предмете у физичком свету да одреди њихов положај, и цео систем је радио привезан на десктоп рачунар.
1994., Едгар Матијас и Мајк Руићи Универзитета у Торонту су приказали свој "зглобни рачунар." Њихов систем представљао је алтернативни приступ настајућем тренду чеоног приказа и акордне тастатуре. Систем је изграђен од модификованог HP94LX надланског рачунара и пола-QWERTY редноруке тастатуре. Са тастатуром и приказом на корисниковим подлактицама, текст се могао уносити приношењем зглобова једним до другог и куцањем  Исту технологију су употребили и ИБМ истраживачи да направе "рачунар на каишу" са пола тастатуре  Такође 1994., Мик Ламинг и Мајк Флин су у Ziroks JuroParku демонстрирали Forget-Mi-Not, носиви уређај који би бележио интеракције са људима и уређајима и чувао ове податке у базу података за касније упите. Комуницирао је путем бежичних трансмитера у собама са опремом како би како би упамтио ко је био тамо, с ким је корисник разговарао на телефону, и који су предмети били у тој соби, што би касније омогућивало упите попут "Ко је ушао у моју канцеларију док сам разговарао са Марком на телефону?". Као и Торонто систем, Forget-Mi-Not није био заснован на чеоном приказу.
Такође 1994., DARPA је започела свој Програм паметних модула како би развила модуларни хумионички приступ носивим рачунарима, са циљем производње разноврсних производа укључујући рачунаре, радије, навигационе системе и човек-рачунар интерфејсе војне и пословне примене. У јулу 1996., ДАРПА је одржала "Носиви рачунари 2005." радионицу која је спајала индустријске, универзитетске и војне визионаре како би радили на заједничкој теми испоручивања рачунарства појединцу. Следећу конференцију је одржао Боинг у августу 1996., где су планови закључени за стварање нове академске конференце о носивим рачунарима. У октобру 1997., Карнеги Мелон универзитет, МИТ и Џорџија универзитет технологије су заједно одржале IEEE Међународни симпозијум о носивим рачунарима (ISWC) у Кембриџу. Симпозијум је био пун академских конференци са објављеним радовима и актима који су се бавили сензорима и новим хардвером као и новим применама за носиве рачунаре, са 382 људи пријављених за догађај.

### 2000-е
Др. Брус Х Томас и Дер. Вејн Пјекарски су развили Тинмит носиви рачунарски систем за подршку проширеној стварности. Овај рад је први пут објављен међународно 2000 на ИСWЦ конференци. Рад је извршен на лабораторији за носиве рачунаре Универзитета Јужне Аустралије.
2002., као део Кевин Ворвиковог Пројекта Киборг, Ворвикова жена, Ирена, је носила огрлицу која је била електронски повезана са Ворвиковим нервним системом путем убаченог низа електрода. Боја огрлице се мењала од црвене до плаве у зависности од сигнала у Ворвиковом нервном систему.
GoPro је објавио свој први производ, GoPro HERO 35mm, који је отпочео као успешна франшиза носивих камера. Камере се могу носити на врх главе или око зглоба и отпорне су на удар и воду. GoPro камере користе многе атлете и љубитељи екстремног спорта, што је тренд који је постао веома изражен током раних 2010-их.
Касних 2000-их, разне кинеске компаније су почеле производњу мобилних телефона у облику ручних сатова, чији су потомци i5 и i6, који су ГСМ телефони са екраном од 1.8 инча и ZGPAX s5 Android телефони у облику ручног сата.

### 2010-e
Стандардизација од стране IEEE, IETF, и пар других група у индустрији (нпр. Блутут) довела је до још разних комуникација унутар WPAN мрежа. Довела је и до WBAN (енгл. Wireless body area network) класификације мрежа која пружа нове облике умрежавања.
Развој носивог рачунарства се проширило да обухвати рехабилитационо инжењерство, амбулаторну интервенциону терапију, системе за чување живота, и одбрамбене носиве системе.
Сони је произвео ручни сат зван Сонy СмартWатцх који се упарује са Андроид телефоном. Једном када су упарени он постаје додатни екран и алатка за нотификације 
Fitbit је пустио у продају неколико носивих монитора фитнеса и Fitbit Surge, потпун паметни сат који је компатибилан са Андроидом и иОС-ом.
На 11. април 2012. Pebl је покренуо Кикстартер кампању како би скупили $100.000 за свој иницијални модел паметног сата. Кампања се завршила 18. Маја са $10.266.844, преко 100 пута више од тражене коли. Пебл је од тада издао неколико паметних сатова, укључујући Pebble Time и Pebble Round.
Гугл Наочаре су пласирале свој оптички чеони дисплеј групи тест корисника 2013, пре него што су постале доступне широј јавности 15. Маја 2014. Гуглов задатак био је да произведе свеприсутни рачунар за масовоно тржиште који би приказивао информације у формату који не захтева употребу руку  и који рукује интернетом путем гласовних команди.. Гугл Наочаре су критиковане због потенцијалних проблема везаних за сигурност и приватност. 15. јануара 2015, Гугл је најавио да ће престати са производњом прототипа наочара али да ће наставити развој производа. По Гуглу, Пројекат Наочаре је спреман да дипломира из експерименталне фазе пројекта.
Тинк (енгл. Thync),уређај лансиран 2014 који се носи на глави стимулише мозак благим електричним ударима, са намером да се корисник осети енергизованим или смиреним у зависности од улаза уређаја.
Макротелект је покренуо два портабилна уређаја за детекцију можданих таласа, BrainLin Pro и BrainLing Lite 2014., који омогућавају породицама и практикантима медитације да побољшају своју менталну спрему и олакшање стреса са преко 20 апликација за фитнес мозга на Епл и Андроид продавницама апликација..
У jануару 2015, Интел је најавио под-минијатурни Интел Кири за носиву примену, заснован на њиховој Интел Кварк платформи. Мали као дугме, садржи акцелерометар од 6 оса, ДСП сензорски хаб, Блутут ЛЕ јединицу и управљач стања батерије.
24. aприла 2015, Епл је објавио своју верзију паметног сата, познату као Apple Watch. Он има тачскрин, много апликација и сензор пулса

## Комерцијализација
Комерцијализација рачунара за општу намену, коју воде компаније, као што су Xybernaut, CDI и ViA, Inc су до сада имале ограничен успех. Компанија Xybernaut, која се јавно тргује, покушала је да склапа савезе са компанијама попут IBM-а и Sony-ја како би направила рачунарску опрему за широку употребу доступном и успела да прикаже своју опрему на таквим емисијама као што је Досије X, али је 2005. године њихова акција била делистирана и компанија је поднела захтев Поглавља 11 за заштиту од банкрота усред финансијског скандала и савезне истраге. Xybernaut је из јануара 2007. године изашао из горе поменуте заштите. ViA, Inc је бакротирала 2001. године, а затим је престала са радом.
Године 1998. Сеико је пласирао Рупутер (енгл. Ruputer), рачунар у (прилично великом) ручном сату. 2001. године IBM је развио и јавно приказао два прототипа за ручни рачунар који ради под Линуксом. Последња порука о њима датира до 2004. године, речено је да би уређај коштао око 250 долара, али је још увек у развоју. Године 2002. Fossil, Inc. је објавио Fossil Wrist PDA, који је покренуо Palm OS. Њен датум пуштања је постављен за лето 2003, али је неколико пута одложен и коначно је постао доступан 5. јануара 2005. Тимекс Даталинк је још један пример практичног рачунара који се може носити. Хитачи је 2002. године покренуо рачунар који се носи под именом Poma. Eurotech нуди ZYPAD, компјутер са додирним екраном за ношење ГПС-ом, Ви-Фијем и Блуту повезивањем и који може покренути низ прилагођених апликација. У 2013. години на МИТ-у је развијен рачунар који се носи на зглобу за контролу телесне температуре.
Докази о слабом прихватању тржишта показали су се када компанија Панасоник (енгл. Panasonic Computer Solutions) није успјела. Панасоник се специјализовао за мобилно рачунарство са својом Toughbook линијом већ више од 10 година и има широка истраживања тржишта у области преносивих рачунара који се могу носити. Током 2002. године Панасоник је представио рачунар који се састоји од ручног или додирног екрана који се носи на руци. "Брик" рачунар је CF-07 Тафбука, двоструке батерије, екран који користи исте батерије као базу, резолуција 800 пута 600, опциони ГПС и WWAN. Има један M-PCI слот и један PCMCIA слот за експанзију.
Гугл је најавио да ради на уређају заснованом на дисплеју који се може носити са уређајем који "повећана реалност" под називом Гугл Глас. Једна рана верзија уређаја била је доступна америчкој јавности од априла 2013. до јануара 2015. Упркос окончању продаје уређаја преко програма Екплорер, Гугл је изјавио да планира наставити са развојем технологије.
LG и iriver производе слушалице за мерење срчане фреквенце и друге биометрије, као и различите метрике активности.
Већи одговор на комерцијализацију је пронађен у стварању уређаја са одређеним намерама, а не сврсисходним. Један пример је WSS1000. WSS1000 је рачунар за ношење који је дизајниран да олакша и побољша рад запослених у инвентури. Уређај омогућава радницима да скенирају бар код предмета и одмах уносе информације у систем компаније. Ово је уклонило потребу за ношењем бележнице, уклоњене су грешке и забуне из писаних белешки и омогућило радницима слободу обе руке током рада; систем побољшава тачност и ефикасност.

## Популарна култура
Многе технологије за носиве рачунаре настају од идеја из научне фантастике. Постоји много примера идеја из популарних филмова који су постали технологије или су технологије које се тренутно развијају.
3D кориснички интерфејс: уређаји који приказују корисне, тактилне интерфејсе који се могу манипулисати испред корисника. Примери укључују рачунар холограма на рукавици који се налази у седишту Пре-Злочина на почетку серије Извештаји о мањинама и рачунара које користе радници на Зајону у трилогији Матрикс.
Паметни текстил: Одећа која може преносити и прикупљати информације. Примери укључују Трон и његов наставак, као и многи научно фантастични војни филмови.
Наочаре за претње: скенирајте друге у близини и процијените ниво опасности. Примери укључују Терминатор 2 и технологију "Трип" у Закључани
Компјутеризоване контактна сочива: Посебна контактна сочива која се користе за потврђивање идентитета. Користе се у Немогућој мисији 4.
Борбено оклоп одело: Носиви егзоскелет који пружа заштиту његовом кориснику и обично је опремљен моћним оружјем и компјутерским системом. Примери укључују бројне одеће од Гвозденог човека, заједно са Самус Аран-овим оделима у серији видео игара Метроид.
Нано-боти мозга за чување успомена у облаку: користи се у Тоталном опозиву.
Инфрацрвене слушалице: Могу помоћи идентификовању осумњичених и видети кроз зидове. Примери укључују Робокопов специјални систем за очи, као и неке напредније визуре које Самус Арана користи у трилогији Метроид Прајм.
Компјутери који се носе око зглобова: Обезбеђују различите могућности и информације, као што су подаци о носиоцу, мапа о околини, батеријска лампица, комуникатор, детектор тровања или уређај за праћење непријатеља. Примери укључују Пип-Бој 3000 из Фолаут игара и Леин зглобни уређаце из анимиране серије Футурама.
Грудни уређаји: У многим научно фантастичним филмовима приказан је грудни уређај или паметна огрлица која садржи рачунар, укључујући и Прометхеус и Ирон Ман, али таква локација поседовања најцењенијих особа долази из историје ношења амулета и чарапа.

## Војна употреба
Носиви рачунар уведен је у америчку војску 1989. године, као мали рачунар који је требало да помогне војницима у борби. Од тада се концепт повећао тако да укључује програм Копнени ратници. Најобимнији војни програм на терену за ношење је систем војника америчке војске под називом Копнени ратници, који ће се евентуално спојити у систем Будућих Снажних ратника.